# 中沼
中沼（なかぬま）は北海道札幌市東区の地名。中沼1条から中沼6条に分かれる。郵便番号は007-0001（中沼1条）から007-0006（中沼6条）。

## 地理
札幌市東区の北東に位置し、周り全部を中沼町に囲まれている。西側にはモエレ沼があり、中央には東西にわたって中沼中央川が流れる。地内は中沼団地として主に住宅地として利用される。南から北へ中沼1条から中沼6条に分かれ、中沼1条及び中沼6条は西から東へ1丁目から3丁目、他は西・東で1丁目・2丁目に分かれる。

## 歴史
2005年9月、中沼町一部地域の住居表示実施に伴い成立した。

## 住所
| 町丁                | 郵便番号 |
| ------------------- | -------- |
| 中沼1条1丁目～3丁目 | 007-0001 |
| 中沼2条1丁目～2丁目 | 007-0002 |
| 中沼3条1丁目～2丁目 | 007-0003 |
| 中沼4条1丁目～2丁目 | 007-0004 |
| 中沼5条1丁目～2丁目 | 007-0005 |
| 中沼6条1丁目～3丁目 | 007-0006 |

## 教育
町内に中学校はない。札幌市立丘珠中学校の学区内にあたる。また町内に小学校はないが、札幌市立中沼小学校の学区内にあたる。

## 交通

### バス
- 北海道中央バス
  - 北札苗線（東69）
  - 北札苗線（東79）
  - 丘珠北34条線（東76）
  - 丘珠線（東61）

## 施設
- 中沼団地第3公園